# Mediaș

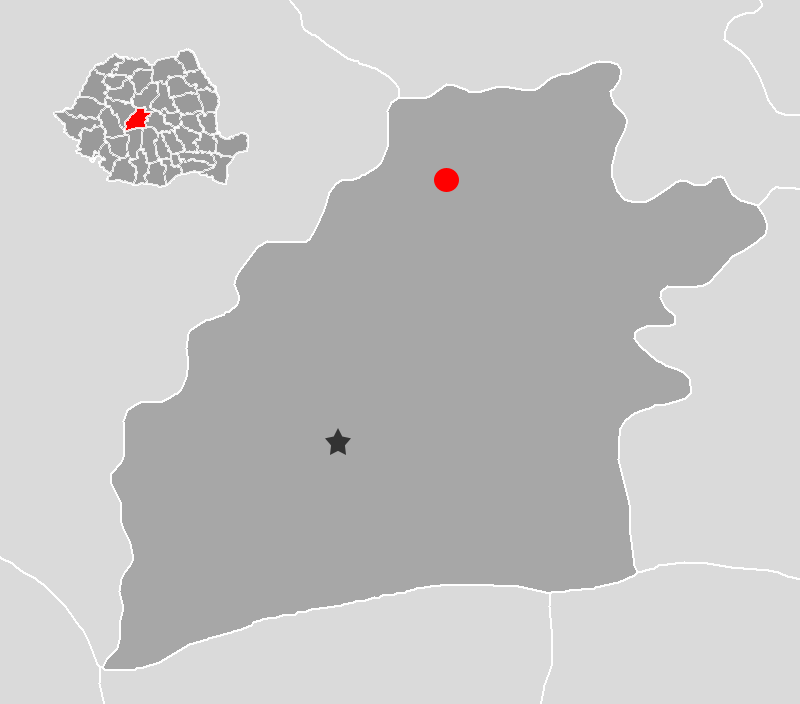
Locatie van Mediaş (rood bolletje) in het district Sibiu

Mediaș (Hongaars: Medgyes, Duits: Mediasch) is een stad in Roemenië, gelegen aan de Grote Târnava in het noordwesten van het district Sibiu. Het inwonertal bedroeg in 2011 44.169.
De eerste vermelding van de stad is uit 1267 (Mediesy). De Duitse immigranten ("Saksen", maar eigenlijk afkomstig uit de Moezelstreek) namen destijds de naam van de stad over van de vertrekkende Hongaarstalige Szeklers, terwijl de Roemenen hun naam op hun beurt aan het Duits ontleend hebben, dat er eeuwenlang de dominante taal was. Aan het begin van de 20e eeuw vormden de Duitsers er nog de grootste bevolkingsgroep, maar tegenwoordig vormen de Hongaren er na de Roemenen de grootste minderheid (ruim 10%).
In Mediaș, dat in 1495 onder koning Matthias Corvinus de status van Vrije Koninklijke Stad kreeg en van muren werd voorzien, hebben verschillende belangrijke landdagen plaatsgevonden. Op die van 1576 ontving de Zevenburgse vorst Stefan Báthory er de Poolse afgezanten die hem berichtten dat hij tot koning van Polen was gekozen. Ook enkele Zevenburgse vorsten werden te Mediaș gekozen. De landdag van de Zevenburgse Saksen stemde er op 8 januari 1918 voor aansluiting bij Roemenië (Zevenburgen was destijds nog Hongaars).
In Mediaș staat een uit 1472 daterende protestantse weerkerk met een jongere 74 m hoge toren. Van de ooit omvangrijke verdedigingswerken resten nog twee torens.
Met CS Gaz Metan Mediaș beschikt Mediaș over een voetbalclub die uitkomt in de Liga 1.
Mediaș heeft een samenwerkingsverband met de Friese gemeente De Friese Meren (De Fryske Marren).

## Bevolkingssamenstelling
In 2011 had Medias 44.169 inwoners. De etnische samenstelling was als volgt:
- Roemenen - 38.931 (88,1%)
- Hongaren - 4.240 (9,6%)
- Duitsers - 561 (1,2%)
- Roma - 216

In 1850 waren de Saksen nog in de meerderheid, ze vormden toen 57% van de bevolking. Sindsdien is hun aandeel geleidelijk afgenomen. In 1930 vormden ze voor het laatst de grootste groep in de stad met 39% van de bevolking. Naast de Saksen vormden de Roemenen en Hongaren in het verleden altijd een minderheid. Vanaf 1941 zijn de Roemenen de grootste groep van de bevolking ze vormden toen 42% van de bevolking. Sinds 1948 zijn de Roemenen een absolute meerderheid. Vanaf de jaren ´70 verdwijnen de Saksen in snel tempo uit de stad om te emigreren naar de Bondsrepubliek Duitsland. In 1977 hadden de Saksen nog een aandeel van bijna 20% in de stadsbevolking in 2011 was hun aandeel verwaarloosbaar. Bijzonder feit is dat van 2004 tot 2012 de burgemeester van de stad nog Saksisch was (Daniel Thellmann).

### Hongaarse gemeenschap
Naast de Saksen woonden er in de historie ook altijd Hongaren in de stad. Tijdens de laatste volkstelling (2021) nog altijd ruim 2500 personen. De Hongaarse gemeenschap heeft een eigen basisschool, de István Báthory school. Verder zijn er een Hongaars gereformeerde kerk, een Unitarische kerk en zijn er Hongaarstalige missen in de Rooms Katholieke kerk. De gemeenschap geeft ook een eigen maandelijks verschijnend nieuwsblad uit: Nagy-Küküllő.

## Trivia
De naam van de voormalige Hongaarse premier Péter Medgyessy betekent: Van Medgyes. De familie is oorspronkelijk afkomstig uit de stad.
Alba Iulia · Alexandria · Arad · Bacău · Baia Mare · Bârlad · Bistrița · Botoșani · Brașov · Brăila · Bucureşti (Boekarest) · Buzău · Călărași · Cluj-Napoca · Constanța · Craiova · Deva · Drobeta-Turnu Severin · Focșani · Galați · Giurgiu · Hunedoara · Iași · Mediaș · Oradea · Piatra Neamț · Pitești · Ploiești · Râmnicu Vâlcea · Reșița · Roman · Satu Mare · Sfântu Gheorghe · Sibiu · Slatina · Slobozia · Suceava · Târgoviște · Târgu Jiu · Târgu Mureș · Timișoara · Tulcea · Turda · Vaslui · Zalău